# Multanka
Multanka (biał. Мультанка; ros. Мультанка) – wieś na Białorusi, w obwodzie grodzieńskim, w rejonie oszmiańskim, w sielsowiecie Holszany, około 25 km na południe od Oszmiany.

## Historia
W 1885 roku wieś należała do dóbr Hołoblewszczyzna, które z kolei należały w XVI wieku (wzmiankowane w 1559 roku) i pierwszej połowie XVII wieku do klucza bohdanowskiego z siedzibą w Holszanach  należącego do Sapiehów. W 1650 roku w wyniku eksdywizji (podziału ziem dłużnika na rzecz wierzycieli) dóbr holszańskich Hołoblewszczyzna przypadła jednej z córek Kazimierza Mikołaja Sapiehy, Barbarze Wołłowiczowej (~1636–?). Po niej dziedziczyła jej córka Tekla Konstancja (1658–1691), żona Piotra Michała Paca (1654–1696). Piotr, nie mając własnego potomstwa, zapisał majątek, który otrzymał w posagu, swemu siostrzeńcowi (synowi Katarzyny Pacówny i Romana Danilewicza), Michałowi Danilewiczowi herbu Ostoja, który w 1724 roku sprzedał go Tomaszowi Lachowickiemu-Czechowiczowi (~1700–?) i jego żonie Barbarze Sulistrowskiej (1710–1780). Kuzyn Tomasza, Franciszek Lachowicki-Czechowicz sprzedał w 1742 roku dobra Hołoblewszczyzna innemu Tomaszowi Czechowskiemu, który z kolei sprzedał je Bronowskim, którzy byli właścicielami majątku w 1865 roku i prawdopodobnie pozostali nimi do 1939 roku.
W wyniku reformy administracyjnej w latach 1565–1566 Hołoblewszczyzna (dawniej również Ohłoblewszczyzna, Hołobliszki) weszła w skład powiatu oszmiańskiego województwa wileńskiego Rzeczypospolitej. Po II rozbiorze Polski w 1793 roku dobra te znalazły się na terenie powiatu oszmiańskiego (ujezdu) guberni wileńskiej. Po ustabilizowaniu się granicy polsko-radzieckiej w 1922 roku dobra Hołoblewszczyzna i wieś Multanka wróciły do Polski, należały do gminy Holszany w powiecie oszmiańskim województwa wileńskiego, od 1945 roku – w ZSRR, od 1991 roku – na terenie Republiki Białorusi.
W 1885 roku w Multance było 27 dusz rew., należała do dóbr Hołoblewszczyzna, własność Bronowskich. W 1905 roku liczyła 86 mieszkańców, 97 dziesięcin, własność Lisieckiego. W 1931 roku we wsi mieszkało 65 osób, w majątku mieszkało 29 osób, w folwarku – 6 osób. W 2009 roku Multanka liczyła 8 osób,

## DwórHołoblewszczyznaBronowskich

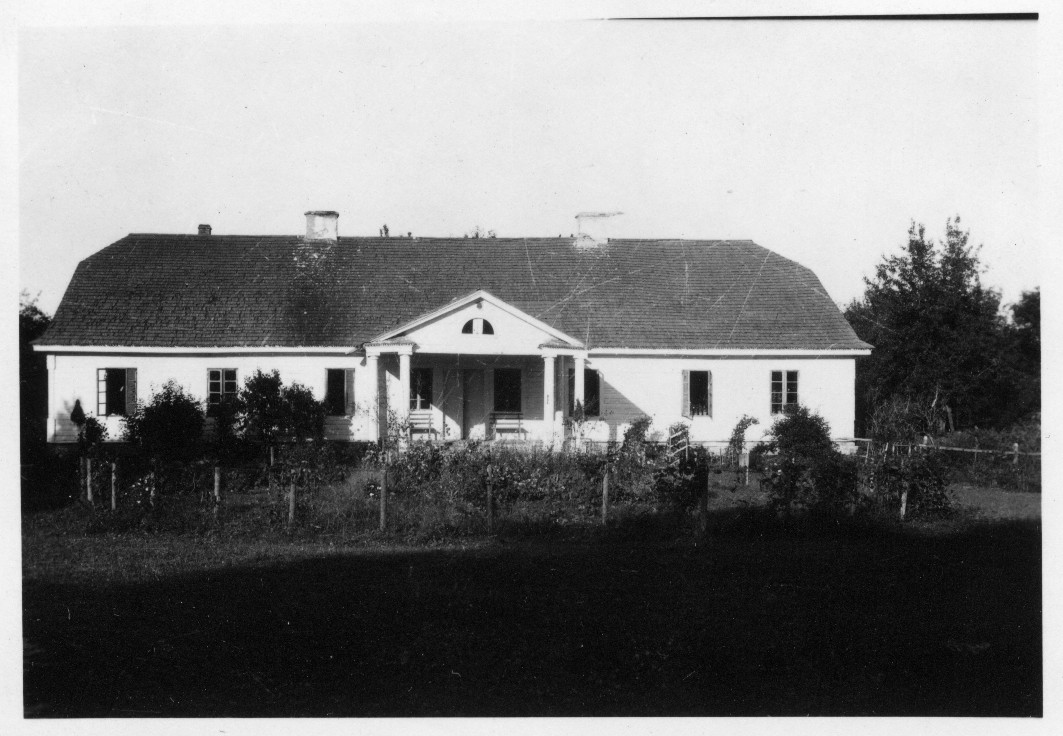
Dwór Bronowskich w Hołoblewszczyźnie w dwudziestoleciu międzywojennym

Najprawdopodobniej na początku XIX wieku Bronowscy wznieśli tu drewniany, parterowy dwór, który przetrwał do II wojny światowej. Był to dom zbudowany na planie prostokąta, tynkowany na biało z wysokim, gontowym dachem naczółkowym. Wejście stanowił ganek o dwóch parach smukłych kolumn podtrzymujących trójkątny szczyt. 
Obok stał co najmniej tak stary, niewielki, parterowy, drewniany świron, stojący na wysokiej, kamiennej podmurówce, o podobnym jak dwór dachu naczółkowym z galeryjką od strony dziedzińca, składającą się z pięciu kolumienek i pilastrów podpierających wystający daszek.
Dziś po dworze i folwarku nie ma śladu na zaoranym polu.
Majątek Hołoblewszczyzna został opisany w 4. tomie Dziejów rezydencji na dawnych kresach Rzeczypospolitej Romana Aftanazego.